# Achtelsbach
Achtelsbach ist eine Ortsgemeinde im Landkreis Birkenfeld in Rheinland-Pfalz. Sie gehört der Verbandsgemeinde Birkenfeld an und liegt etwa 6 km westlich der gleichnamigen Kreisstadt. Idar-Oberstein liegt 22 km nordöstlich, St. Wendel rund 25 km südlich von Achtelsbach.

## Geographie
Der Ort liegt am Fuße des Schwarzwälder Hochwalds entlang des Achtelsbachs, eines Zuflusses des Traunbachs. Südlich und nördlich des Ortes liegen bewaldete Berge von 525 bzw. 500 m über NN. Unmittelbar westlich des Ortes verläuft die Landesgrenze zum Saarland. Achtelsbachs Nachbarorte sind Brücken, Traunen, Meckenbach sowie der saarländische Ort Eisen (Gemeinde Nohfelden, Landkreis St. Wendel).
Zu Achtelsbach gehört auch der Wohnplatz Forsthaus Neuhof.
Achtelsbach ist eine Nationalparkgemeinde im Nationalpark Hunsrück-Hochwald.

## Geschichte
Achtelsbach wurde erstmals 1256 als „Achtelsbach“ erwähnt. In den folgenden Jahrzehnten erlangte es eine Zentrumsfunktion für die umliegenden Orte und wurde 1315 der Sitz einer Pflege, die neben Achtelsbach auch die Nachbardörfer Dambach, Meckenbach und Trauen verwaltete. Diese Pflege stand als Afterlehen von Trier zunächst unter der Herrschaft der Vögte von Hunolstein. 1480 wurde dieses Herrschaftsverhältnis beendet, als der Herzog von Zweibrücken einen eigenen Schultheißen nach Achtelsbach entsandte. Das Territorium der Pflege Achtelsbach wurde erst um den Ort Ellweiler und ab Ende des 18. Jahrhunderts um die Orte Eisen und Eckelhausen erweitert. Im Zuge der Übernahme des Linken Rheinufers durch französische Truppen nach der Französischen Revolution wurde Achtelsbach Hauptort einer Mairie im Kanton Birkenfeld, die nach 1817 als oldenburgische Bürgermeisterei bis 1876 Bestand hatte.
Das Kirchspiel Achtelsbach war ursprünglich deckungsgleich mit der Pflege, bis die Orte Brücken und Abentheuer dazukamen. Es verlor nach der Reformation an Einfluss und wurde an Birkenfeld und Sötern abgetreten. Seit 1334 ist ein Pfarrer in der Achtelsbacher St. Ulrich geweihten Kirche belegt, deren Ursprünge jedoch älter sind. Diese, seit dem 16. Jahrhundert evangelische Kirche mit dem ortsbildprägenden Kirchturm ist heute das markanteste Bauwerk der Ortschaft. 1922 wurde in Wickenrodt für die dortige Kirche eine 1466 datierte Glocke aus Achtelsbach erworben. Am 9. Januar 2010 wurden der Glockenturm und die gesamte Kirche bei einem Brand schwer beschädigt.
Bevölkerungsentwicklung
Die Entwicklung der Einwohnerzahl von Achtelsbach, die Werte von 1871 bis 1987 beruhen auf Volkszählungen:
| Jahr | Einwohner |
| ---- | --------- |
| 1815 | 269       |
| 1835 | 309       |
| 1871 | 307       |
| 1905 | 393       |
| 1939 | 391       |
| 1950 | 406       |
| 1961 | 420       |

| Jahr | Einwohner |
| ---- | --------- |
| 1970 | 456       |
| 1987 | 436       |
| 1997 | 499       |
| 2005 | 489       |
| 2011 | 429       |
| 2017 | 413       |

## Politik

### Bürgermeister
Manuel Antes wurde 2024 vom Gemeinderat zum Ortsbürgermeister von Achtelsbach gewählt.
Kai Sohns war am 3. Juli 2019 Ortsbürgermeister geworden. Bei der Direktwahl am 26. Mai 2019 war er mit einem Stimmenanteil von 64,02 % für fünf Jahre gewählt worden. Zur Wahl am 9. Juni 2024 trat kein Kandidat an, sodass die Wahl durch den Gemeinderat durchgeführt werden musste.
Der Vorgänger von Kai Sohns, Albert Wild, hatte das Amt 20 Jahre ausgeübt.

### Wappen
| Wappen von Achtelsbach | Blasonierung: „In geteiltem Schild oben in Silber eine rote, sechsblättrige Rose mit goldenen Butzen, unten ein wachsender, rotgekrönter, -bewehrter und -gezungter goldener Löwe in Schwarz.“ |
| Wappen von Achtelsbach | Es wurde 1965 vom rheinland-pfälzischen Innenministerium genehmigt. |

## Wirtschaft und Infrastruktur

### Verkehr
Achtelsbach hat keinen Eisenbahnanschluss. Der nächste Bahnhof liegt sieben Kilometer südöstlich in Neubrücke an der Nahetalbahn. Es bestehen Straßenverbindungen nach Birkenfeld, ins saarländische Nonnweiler und nach Hermeskeil jenseits des Hochwaldes. Die A 62 (Kaiserslautern – Trier) verläuft rund fünf Kilometer südlich an Achtelsbach vorbei, Anschlussstellen befinden sich in Neubrücke und Nohfelden-Türkismühle. Die Bundesstraßen 41 und 269 verlaufen von Birkenfeld nach Neubrücke wenige Kilometer östlich von Achtelsbach.

### Landheim Achtelsbach
Das frühere  Pfadfinderlandheim des Bundes der Pfadfinderinnen und Pfadfinder aus Idar-Oberstein wurde im Mai 2011 von der Gemeinde Achtelsbach übernommen. Das Landheim Achtelsbach wird weiterhin als Jugend- und Freizeitzentrum angeboten und an Selbstversorger vermietet.

## In Achtelsbach geboren
- Heinz Lueg (1914–1984), deutscher Elektrotechniker und Hochschullehrer